# سحلية دودية غامضة
سحلية دودية غامضة (الاسم العلمي: Amphisbaena dubia) هي نوع من الزواحف تتبع جنس السحلية الدودية من فصيلة السحالي الدودية.